# 曾鸣
曾鸣（1916年11月—1996年8月12日），男，广东揭西人，中华人民共和国政治人物、书法家。

## 生平
生于揭西县棉湖镇，曾任最高人民检察院办公厅副主任，後外放至福建省，历任福建师范学院党委书记兼院长、厦门大学党委书记、校长，中共厦门市委代理书记、革命委员会代理主任，福建省人大常委会副主任，1983年当选为福建省人大常委会副主任:1289。